# Constance de Pélichy
Constance de Pélichy, née le 1er avril 1986 à Blois (Loir-et-Cher), est une femme politique française.
Elle est maire de La Ferté-Saint-Aubin jusqu'en juillet 2024 et élue députée de la troisième circonscription du Loiret à la suite des élections législatives de 2024. Elle est aussi conseillère régionale et conseillère communautaire de la communauté de communes des Portes de Sologne.

## Biographie

### Jeunesse et formation
Constance de Pélichy est la fille d'une conseillère conjugale et familiale française et d'un chef d'entreprise belge issu de la famille Gillès de Pélichy, famille de la noblesse belge,,,.

### Vie privée
Elle possède les nationalités française et belge et grandit à Orléans. Elle est mariée et mère de deux enfants nés en 2021 et 2023.
Constance de Pélichy est associée de son entreprise familiale, Turboself Groupe. L’entreprise est spécialisée dans la conception et la distribution de matériel et de logiciels dédiés spécifiquement à la gestion du contrôle d'accès dans les établissements scolaires.
Elle a fait sa scolarité au lycée Pothier, à Orléans, puis obtient une licence de droit et d'histoire de l'art à l'université Paris 1 Panthéon-Sorbonne. Par la suite, elle acquiert un Master 1 de droit public économique, puis un Master 2 de sciences politiques à l'université Paris-Panthéon-Assas.
Elle pratique l'alpinisme et la course à pied.

### Carrière politique
Elle débute en 2009 dans la politique en étant assistante parlementaire au Parlement européen de Dominique Baudis après avoir dirigé sa campagne lors des élections européennes de juin 2009 dans l'eurocirconscription du Sud-Ouest.
En 2014, elle est élue, à la surprise générale, maire de La Ferté-Saint-Aubin dans le Loiret. Elle devient ainsi à 28 ans la plus jeune maire de la région Centre-Val de Loire. Elle est réélue en 2020 avec plus de 67 % des voix.
En 2015, elle est élue conseillère régionale de la région Centre-Val de Loire, puis de nouveau en 2021. Elle est alors la tête de liste départementale.
Adhérente à l'UMP puis aux Républicains, elle soutient Nathalie Kosciusko-Morizet pour les primaires LR de 2016.
En 2019, alors que Christian Jacob devient président des LR, elle intègre l'équipe dirigeante du parti en tant que secrétaire générale adjointe, chargée de la région Centre-Val de Loire.
Elle soutient Michel Barnier lors des primaires LR de 2021. Elle quitte ce parti lors de l'élection d'Éric Ciotti, en 2022. 

### Députée du Loiret
Elle est investie par l'Union des démocrates et indépendants (UDI) pour les élections législatives de 2024.
Le 7 juillet 2024, elle est élue député de la 3e circonscription du Loiret avec 51,1 % des voix face à la sortante Mathilde Paris du Rassemblement national, bénéficiant du retrait lors du second tour de Clément Verde, candidat LFI-NFP au nom du barrage républicain dans cette triangulaire.  
À l'Assemblée nationale, après avoir déclaré dans un premier temps qu'elle siégerait dans un groupe formé autour d'Aurélien Pradié , elle annonce finalement courant juillet qu'elle compte siéger au sein du groupe LIOT.

## Prises de positions

### #MeToo
Constance de Pélichy réagit en octobre 2017 au mouvement #balancetonporc, en témoignant sur sa page Facebook et son compte Twitter du harcèlement qu’elle a subi lorsqu’elle avait 21 ans : « La 1re fois c'était il y a 10 ans. J'étais stagiaire, il était PDG d'une boite du CAC40 ».